# 亨廷頓 (密蘇里州)
亨廷頓（英語：Huntington）是位於美國密蘇里州羅爾斯縣的非建制地區。

## 歷史
亨廷頓的郵局於1878年設立，其後於1969年停運。

## 地理
亨廷頓所處的海拔為高於海平面223米（即732英呎），而該地所採用的時區為UTC-6，即北美中部時區（CST）。同時該地設有夏令時間，為UTC-6調快一小時，即UTC-5（CDT）。